# 曹霸
曹霸（約694年-？:169），譙郡（今安徽亳州）人，曹魏皇帝曹髦後人，唐玄宗時期畫家，能文善畫，時人甚至以其祖先「三曹」比之，有「文如植武如操字畫抵丕風流」之美譽。

## 生平
曹霸雖然文武全才，但其父擔心曹霸步上先祖覆轍，便為其唸誦曹氏一直忌諱、曹植的「七步詩」，曹霸在此詩中，體會到曹丕為求稱帝，不念骨肉親情的教訓，不欲重蹈覆轍，因而決定放棄入仕，轉而研習書法。他先後學習晉代女書法家衛鑠、以及王羲之的風格，然而他自問無法超越羲之，所以改為鑽研繪畫，結果大為成功，在曹霸盛年時，已經成為名滿天下的畫家。
曹霸名氣日盛，同時引起唐玄宗注意。某天當他在後花園作畫時，突然向其下旨上京，曹霸無奈，臨行前在未完成的畫作中，留下「富貴於我如浮雲」幾字，以表達不慕名利的心跡。
後來，玄宗在地薰殿接見他，並要求曹霸修葺凌煙閣二十四功臣像。曹霸本來請求玄宗，待修繕完成後，讓他返回家鄉，然而玄宗笑著回應，已在後宮安排十名仕女服侍你，他只好照辦。四十九日後，畫作完成，人物均活靈活現，令人嘆為觀止。玄宗點頭稱讚，但未有如約賞賜，更要求曹霸再畫駿馬圖。雖然他再次重申，完成畫作後要還鄉的請求，然而玄宗也只是笑而不答，曹霸無奈，唯有到御花園完成駿馬圖。
玄宗看到曹霸作品，大喜過望，賞賜其馬百匹、田萬頃。然曹霸去意堅決，不為所動。玄宗便改去其為左武衛將軍，享有不理朝政之權。自此以後，權貴高門爭相求取曹霸手筆，更以得到畫作為尚。
安史之亂爆發，曹霸因作品有影射唐朝之嫌，被削職免官，自此過著流離失所的生活。當他流亡至成都時，身無分文，僅靠為人繪畫肖像謀生，生活困苦，後來杜甫幾經尋訪，終於與之相見，他更為曹霸創作《丹青引贈曹將軍霸》及《观曹將军画马图》二诗，表達對其際遇的同情。
有一弟子韓幹，同樣善於繪畫，然而杜甫認為，韓幹之作，畫肉不畫骨，有其形而欠其神髓。論及形神兼備，始終是曹霸更勝一籌。
由於曹霸傳世畫作均已亡佚，其精妙之處，只能透過杜甫詩作一窺其貌。

## 家世
- 祖先：魏少帝曹髦（曹操曾孫）
- 弟子：韓幹

## 作品
- 修繕
  - 《凌煙閣二十四功臣》

- 畫作
  - 《九馬圖》
  - 《贏馬圖》